# Rdestowce
Rdestowce (Polygonales Dumort.) - rząd roślin zielnych należący do podklasy goździkowych (Caryophyllidae Takht.). Liczy ok. 900 gatunków. 

## Charakterystyka
LiścieSkrętoległe, opatrzone u nasady tzw. gatką - pochwą powstałą ze zrośniętych przylistków.
KwiatyPrzeważnie drobne, 3-krotne, mają 2 okółki, nie zróżnicowane na kielich i koronę. Liczba pręcików jest równa liczbie listków okwiatu. Słupek jest górny.
OwoceOrzeszek otoczony często rozrośniętymi działkami wewnętrznego okółka kwiatu, grającymi dużą rolę przy rozsiewaniu.

## Systematyka
Do rdestowców należy jedna rodzina:
- Polygonaceae Juss. 1789 - rdestowate

Niektórzy systematycy dzielą tę rodzinę na kilka, które tu są potraktowane jako synonimy rdestowatych:
- Rodzina: Calligonaceae Khalk.
- Rodzina: Coccolobaceae F. A. Barkley, nom. nud. - kokolobocowate, kinocowate
- Rodzina: Eriogonaceae (Dumort.) Meisn.
- Rodzina: Persicariaceae Adans.
- Rodzina: Rumicaceae Martinov